# 익산시 을 (1996년 선거구)
익산시 을은 대한민국의 옛 국회의원 선거구이다. 당시 전라북도 익산시의 일부 지역을 관할했다.

## 역사
1995년 5월, 이리시와 익산군이 통합되어 통합 익산시가 출범했다. 이에 제15대 국회의원 선거를 앞두고 익산시의 일부 지역을 관할하는 선거구로 신설되었다.
제16대 국회의원 선거를 앞두고 익산시 갑, 을 선거구가 통합되어 익산시 단일 선거구를 이루게 됨에 따라 폐지되었다.

## 역대 국회의원
| 선거   | 정당 | 정당           | 의원 |
| ------ | ---- | -------------- | ---- |
| 1996년 |      | 새정치국민회의 | 이협 |

## 역대 선거 결과

### 대한민국 제15대 국회의원 선거
|  | 70.49% |

|  | 19.71% |

|  | 4.97% |

|  | 3.28% |

|  | 1.52% |

## 같이 보기
- 익산시의 국회의원